# Die Zeiger der Uhr
«Die Zeiger der Uhr» (Traducción en español: "las agujas del reloj") fue la canción alemana en el Festival de la Canción de Eurovisión 1966, interpretada en alemán por Margot Eskens.
La canción fue la primera canción interpretada en la noche (antes de Ulla Pia de Dinamarca con "Stop - Mens Legen Er Go'"). Al cierre de la votación obtuvo 7 puntos, ubicándose en 10º lugar de 18.
La canción es una balada, con Eskens cantando sobre los sentimientos provocados por leer cartas de un antiguo amor y viendo fotografías de una antigua relación. Sin embargo, explica, "Las manos del tiempo sólo giran/adelante, adelante y nunca en reversa".
Fue seguida como representante alemana en el festival del 67 por Inge Brück con "Anouschka".
| Predecesor: "Paradies, wo bist du?" Ulla Wiesner | Alemania en el Festival de Eurovisión 1966 | Sucesor: "Anouschka" Inge Brück |

- Datos: Q3293739